# Lemlem Hailu
Lemlem Hailu Techane, född 21 maj 2001, är en etiopisk friidrottare som tävlar i medeldistanslöpning. Hon tog guld på 3 000 meter vid inomhus-VM 2022 i Belgrad.

## Karriär
Hailu gjorde sin första internationella tävling 2017 vid ungdoms-VM i Nairobi, där hon tog guld efter ett lopp på tiden 4.20,80. Året därpå vann Hailu även de afrikanska ungdomsspelen i Alger på tiden 4.36,71. Hailu kvalificerade sig därefter för olympiska spelen för ungdomar 2018 i Buenos Aires, där hon tog ett brons i 1 500 meter + terränglöpning.
I augusti 2019 tävlade Hailu vid allafrikanska spelen i Rabat och tog brons på 1 500 meter efter att slutat bakom kenyanerna Quailyne Jebiwott Kiprop och Mary Kuria. I februari 2020 slog Hailu landsmaninnan Gudaf Tsegays världsrekord för juniorer på 1 500 meter då hon först sprang på tiden 4.01,79 och senare samma månad bättrade tiden till 4.01,57. I oktober 2020 vann Hailu Kip Keino Classic efter ett lopp på tiden 4.06,42.
I augusti 2021 tävlade Hailu för Etiopien vid OS i Tokyo, där hon blev utslagen i semifinalen på 1 500 meter. I mars 2022 vid inomhus-VM i Belgrad tog Hailu guld på 3 000 meter efter ett lopp på tiden 8.41,82.

## Tävlingar

### Internationella
| År                    | Tävling                       | Plats                   | Placering             | Gren                  | Tid                   |
| Tävlande för Etiopien | Tävlande för Etiopien         | Tävlande för Etiopien   | Tävlande för Etiopien | Tävlande för Etiopien | Tävlande för Etiopien |
| --------------------- | ----------------------------- | ----------------------- | --------------------- | --------------------- | --------------------- |
| 2017                  | Ungdomsvärldsmästerskapen     | Nairobi, Kenya          | 1:a                   | 1 500 m               | 4.20,80               |
| 2018                  | Afrikanska ungdomsspelen      | Alger, Algeriet         | 1:a                   | 1 500 m               | 4.36,71               |
| 2018                  | Olympiska spelen för ungdomar | Buenos Aires, Argentina | 3:e                   | 1 500 m + XC          | 7 poäng               |
| 2019                  | Allafrikanska spelen          | Rabat, Marocko          | 3:e                   | 1 500 m               | 4.20,60               |
| 2019                  | Världsmästerskapen            | Doha, Qatar             | 18:e (semifinal)      | 1 500 m               | 4.16,56               |
| 2020                  | Kip Keino Classic             | Nairobi, Kenya          | 1:a                   | 1 500 m               | 4.06,42               |
| 2021                  | Olympiska sommarspelen        | Tokyo, Japan            | 18:e (semifinal)      | 1 500 m               | 4.03,76               |
| 2022                  | Inomhusvärldsmästerskapen     | Belgrad, Serbien        | 1:a                   | 3 000 m               | 8.41,82               |

### Nationella
- Etiopiska friidrottsmästerskapen:
  - 2019:  Guld – 1 500 meter (4.18,40, Addis Abeba)[10]
  - 2021:  Guld – 1 500 meter (4.05,10, Addis Abeba)[10]

## Personliga rekord
| Utomhus - 1 500 meter – 4.00,32 (Castellón, 16 juni 2022) - 3 000 meter – 8.34,03 (Doha, 3 maj 2019) - 5 000 meter – 14.44,73 (Eugene, 27 maj 2022) | Inomhus - 1 500 meter – 4.01,57 (Liévin, 19 februari 2020) 0VRJ0 - 3 000 meter – 8.29,28 (Madrid, 24 februari 2021) |